# Honky Tonk Samurai
Honky Tonk Samurai è un romanzo noir dello scrittore texano Joe R. Lansdale pubblicato in anteprima mondiale in Italia nel 2015 e nel 2016 negli Stati Uniti.
È il nono romanzo che ha come protagonisti Hap Collins e Leonard Pine.

## Trama
(Joe R. Lansdale, Honky Tonk Samurai)
Hap e Leonard sono investigatori privati nell'agenzia di Marvin Hanson a LaBorde nel Texas; il proprietario deve cedere l'attività perché ha assunto l'incarico di capo del distretto di polizia. L'agenzia viene rilevata dalla fidanzata di Hap, Brett Sawyer, stanca del suo lavoro di infermiera. Assumono l'incarico di ritrovare Sandy Buckner, una giovane scomparsa cinque anni prima. Il lavoro viene loro dato dall'anziana e burbera nonna della scomparsa, Lilly, colpita dalla determinazione dei due, osservati mentre punivano un uomo colpevole di aver picchiato un cane.
I due si recano nell'autosalone nel quale la ragazza lavorava fingendosi potenziali clienti. Vengono accolti da Frankie, una bellissima donna che lascia loro intendere che l'esercizio nasconde in realtà un giro di prostituzione. Quando le domande si fanno pressanti, Frankie si insospettisce e congeda bruscamente i due. Hap e Leonard chiedono a Marvin informazioni sull'autosalone; l'amico rivela loro che Frankie era stata uno sfruttatore della prostituzione a Fort Worth e che successivamente aveva cambiato sesso. I due investigatori chiedono a un loro amico giornalista, Cason, di fingersi interessato ad acquistare un'auto e di indagare sui traffici nascosti. Il piano non riesce e Cason deve rivolgersi a un suo informatore, Weasel, che gli rivela che dopo aver comprato un'auto i clienti dell'autosalone possono usufruire dei servigi di un'escort; gli incontri vengono filmati e le registrazioni usate a scopo di ricatto. Chi si ribella viene ritrovato morto, con i testicoli asportati. La banda, capeggiata da Doug Creese, ricco imprenditore della ristorazione, si rivolge infatti a un killer soprannominato il "Distruttore" la cui caratteristica è quella di asportare i testicoli alle vittime dopo averle sgozzate. Hap e Leonard chiamano in aiuto un altro loro amico di lunga data, Jim Bob Luke, e contemporaneamente si rivolgono a Marvin. Il poliziotto spiega loro che la banda è affiliata alla Dixie Mafia ed è appoggiata dall'FBI con la quale collabora spesso con delle soffiate; non è possibile per lui intervenire per sgominarla.
Nel frattempo una ragazza si presenta a casa di Hap dicendo di chiamarsi Chance e di essere sua figlia. Hap, con l'appoggio di Brett, decide di aiutare la ragazza in difficoltà economiche, dandogli ospitalità. Tra le due donne scatta l'amicizia e Hap, affezionatosi a Chance, pur volendo la prova di essere effettivamente suo padre, spera che l'esame del DNA confermi la paternità.
Una sera, tornando a casa, Hap e Leonard si accorgono che intrusi si sono introdotti nell'appartamento di Hap. I due amici riescono a mettere fuori combattimento i tre intrusi, membri di una banda di motociclisti, gli Apocalypse on Wheel, ingaggiati dalla Dixie Mafia per ucciderli. Hap e Leonard costringono i tre motociclisti a condurli al nascondiglio della banda. Subito dopo la colluttazione vengono raggiunti da Jim Bob in compagnia di Frankie; l'investigatore è riuscito ad ottenere la collaborazione della donna che, temendo per la sua vita, vuole lasciare l'organizzazione. I tre amici chiedono alla donna di rimanere nascosta mentre loro si recheranno al campo degli Apocalypse on Wheel. Dopo un lento procedere nei boschi, Hap, Leonard e Jim Bob arrivano nell'accampamento dei motociclisti che nasconde una fabbrica di droga. Qui, con orrore, vedono Frankie prigioniera e in pericolo di vita. I tre si lanciano con l'auto tra la banda sparando e riescono a liberare la donna fuggendo incolumi. Tornati a casa avvisano Marvin che invierà sul posto le forze di polizia. Una settimana dopo Jim Bob torna con nuove informazioni che confermano la storia di Weasel; i killer sono più di uno e i Distruttori hanno al loro attivo decine di omicidi. Nel frattempo Weasel viene ritrovato morto con i testicoli asportati. Leonard, Hap e Jim Bob decidono di mettere insieme un gruppo di fuoco e andare a stanare i Distruttori. Hap va a parlare con quello che credono il capo della banda, Doug Creese. L'uomo spiega che da anni è stato estromesso dagli affari e che oramai non è altro che un prestanome. Vorrebbe tornare ad occuparsi dei suoi locali ma non gli viene consentito, costantemente minacciato di morte se si ribella. Sandy non è morta ed è proprio lei al vertice della banda avendo assunto il potere dopo aver estromesso Doug ed essersi messa in affari con una banda di Houston. I Distruttori sono otto mebri di una famiglia, i Greely, dediti all'incesto e che da anni vive isolata nei boschi di Crocket dai quali escono per perpetrare gli omicidi su commissione. I tre amici dopo aver fatto un sopralluogo nei possedimenti dei Greely, ritornano sul luogo per la resa dei conti finale; a loro si sono uniti il folle e inquietante Booger, presentato loro da Cason, e Vanilla Ride, un'affascinante e letale cacciatrice di taglie, innamorata senza speranza di Hap, quest'ultimo fedelissimo a Brett. Il blitz riesce e la banda dei Distruttori viene sgominata durante una sparatoria;al termine di un concitato inseguimento in auto sul terreno rimangono i corpi di sette killers. Il gruppo si scioglie e Leonard e Hap tornano alla routine fino a quando l'ottavo Distruttore, l'unico salvatosi dalla morte, irrompe in casa di Hap e lo ferisce. Leonard interviene uccidendo l'ultimo dei Greely. Hap è trasportato all'ospedale dove giace in pericolo di vita.

## Personaggi
Hap CollinsVoce narrante del romanzo, dal carattere deciso, esperto nel combattimento corpo a corpo. Innamorato di Brett con la quale vive ed a lei fedelissimo. Amico di Leonard.
Leonard PineNero, gay, innamorato del bigotto John con il quale ha frequenti litigi. Amico per la pelle di Hap, esperto di arti marziali, ha una dipendenza per i biscotti alla vaniglia e per le bibita Dr Pepper.
Marvin HansonIl proprietario dell'agenzia di investigazioni in cui lavorano Hap e Leonard.
Brett SawyerLa rossa fidanzata di Hap. Stanca del lavoro di infermiera, rileva l'agenzia di investigazioni di Marvin Hanson.
Lilly BucknerL'anziana e burbera donna che affida a Hap e Leonard l'incarico di ritrovare la nipote scomparsa.
Sandy BucknerNipote di Lilly, scomparsa nel nulla da cinque anni. Temuta morta dalla nonna, è invece ascesa ai vertici di un'organizzazione criminale specializzata nei ricatti.
Frank "Frankie" PurdueEx sfruttatore della prostituzione a Fort Worth, dopo aver cambiato sesso ed essere diventata eccezionalmente avvenente, lavora nell'autosalone che si rivela essere una copertura per un'organizzazione malavitosa specializzata in ricatti.
BuffyIl cane salvato da Hap e Leonard e da questi adottato.
Cason StatlerL'avvenente reporter di un giornale di Camp Rapture che collabora con i protagonisti nella soluzione del caso. Era già apparso nel romanzo Devil Red e in La ragazza dal cuore di acciaio.
Rolf WeaselInformatore di Cason. Viene trovato morto sgozzato con i testicoli asportati.
Jim Bob LukeAmico di Hap e Leonard, con i quali ha collaborato in altre occasioni. Cowboy donnaiolo, investigatore privato, è apparso nei romanzi Freddo a luglio, Bad Chili e Capitani oltraggiosi.
Chance GomezLa ragazza che si presenta da Hap rivelando di essere sua figlia. La madre, May Lynn Gomez, alcolista e morta di recente, aveva avuto una relazione con Hap.
Doug CreeseRicco imprenditore della ristorazione, era stato pian piano estromesso dagli affari dalla Dixie Mafia e usato come prestanome. Fornisce a Hap e Leonard indizi sull'identità dei killers chiamati i Distruttori.
BoogerIl folle e pericoloso amico di Carson, chiamato a far parte del gruppo di fuoco messo in piedi da Hap e Leonard contro i Distruttori. Era già apparso nel romanzo La ragazza dal cuore di acciaio.
Vanilla RideBellissima e pericolosa cacciatrice di taglie, innamorata di Hap e da questi chiamata in aiuto contro la banda dei Distruttori. La donna è già apparsa nel romanzo Sotto un cielo cremisi.

## Edizioni
- Joe R. Lansdale, Honky Tonk Samurai, traduzione di Luca Briasco, copertina di Zerocalcare, Collana Stile Libero Big, Einaudi, 2015,  p. 425, ISBN 9788806228293.
- (EN) Joe R. Lansdale, Honky Tonk Samurai, Mulholland Books, 2016,  pp. 352, ISBN 978-0316329408.
- Joe R. Lansdale, Honky Tonk Samurai, traduzione di Luca Briasco, copertina di Zerocalcare, Collana Super ET, Einaudi, 2017,  p. 425, ISBN 9788806234331.